# Tonaskjær
Tonaskjær ou Tonaskjeret est une île norvégienne du comté de Hordaland appartenant administrativement à Austevoll.

## Description
Il s'agit d'un gros rocher désertique qui s'étend sur environ 17 m de longueur pour une largeur approximative de 12 m.